# Luigi Almirante
Luigi Almirante ( Túnez, 30 de septiembre de 1884 – Roma, 6 de mayo de 1963 ) fue un actor de teatro y cine italiano. Apareció en más de 60 películas entre 1921 y 1955, aunque siempre en papeles secundarios.

## Biografía
Hijo de Nunzio Almirante, un actor de teatro, Luigi Almirante nació en Túnez, donde la compañía teatral de su padre estaba de gira en ese momento. Debutó en el escenario a los 14 años y realizó normalmente papeles humorísticos. Cosechó un gran éxito en 1909 con la compañía teatral "Grand Guignol", dirigida por Alfredo Sainati. Durante la Primera Guerra Mundial sirvió en el Teatro del Soldado de Údine, bajo las órdenes de Renato Simoni. Después de la guerra, formó parte de la compañía de Antonio Gandusio durante tres años, para ingresar más tarde en la Compañía Teatral Niccodemi, permaneciendo allí hasta 1923. 
En 1925, Almirante formó con su primo Italia Almirante Manzini una compañía teatral que realizó largas giras por los Estados Unidos. En 1928 formó una empresa junto con Giuditta Rissone y Sergio Tofano, y en 1931 fundó una empresa de corta duración con Andreina Pagnani y Nino Besozzi . A partir de 1932 se fue centrando en el cine, aunque siempre en papeles secundarios. También trabajó como profesor en la Accademia d'Arte Drammatica, actor de voz y doblador.

## Filmografía
- Tra fumi di champagne, de Carlo Zangarini (1921)
- La bellezza del mondo, de Mario Almirante (1927)
- O la borsa o la vita, de Carlo Ludovico Bragaglia (1933)
- Non son gelosa, de Carlo Ludovico Bragaglia (1933)
- Non c'è bisogno di denaro, de Amleto Palermi (1933)
- Il presidente della Ba. Ce. Cre. Mi., de Gennaro Righelli (1933)
- Quei due, de Gennaro Righelli (1935)
- Milizia territoriale, de Mario Bonnard (1935)
- Nozze vagabonde, de Guido Brignone (1936)
- Lohengrin, de Nunzio Malasomma (1936)
- Ginevra degli Almieri, de Guido Brignone (1936)
- Darò un milione, de Mario Camerini (1936)
- La danza delle lancette, de Mario Baffico (1936)
- Gli uomini non sono ingrati, de Guido Brignone (1937)
- Partire, de Amleto Palermi (1938)
- L'argine, de Corrado D'Errico (1938)
- Stella del mare, de Corrado D'Errico (1938)
- Batticuore, de Mario Camerini (1939)
- Il sogno di Butterfly, de Carmine Gallone (1939)
- Cavalleria rusticana, de Amleto Palermi (1939)
- L'amore si fa così, de Carlo Ludovico Bragaglia (1939)
- Processo e morte di Socrate, de Corrado D'Errico (1939)
- Un mare di guai, de Carlo Ludovico Bragaglia (1939)
- Imputato, alzatevi!, de Mario Mattoli (1939)
- Le sorprese del vagone letto, de Gian Paolo Rosmino (1940)
- Una lampada alla finestra, de Gino Talamo (1940)
- Il ponte dei sospiri, de Mario Bonnard (1940)
- Alessandro, sei grande!, de Carlo Ludovico Bragaglia (1940)
- Boccaccio, de Marcello Albani (1940)
- Amami Alfredo, de Carmine Gallone (1940)
- Lucrezia Borgia, de Hans Hinrich (1940)
- Miseria e nobiltà, de Corrado D'Errico (1940)
- San Giovanni decollato, de Amleto Palermi (1940)
- L'elisir d'amore, de Amleto Palermi (1941)
- Il pozzo dei miracoli, de Gennaro Righelli (1941)
- La figlia del Corsaro Verde, de Enrico Guazzoni (1941)
- L'amante segreta, de Carmine Gallone (1941)
- Primo amore, de Carmine Gallone (1941)
- Il vagabondo, de Carlo Borghesio (1941)
- Voglio vivere così, de Mario Mattoli (1942)
- Catene invisibili, de Mario Mattoli (1942)
- Arriviamo noi!, de Amleto Palermi (1942)
- Una notte dopo l'opera, de Nicola Manzari (1942)
- Cercasi bionda bella presenza, de Pina Renzi (1942)
- L'affare si complica, de Pier Luigi Faraldo (1942)
- Quarta pagina, de Nicola Manzari (1942)
- Harlem, de Carmine Gallone (1943)
- Sempre più difficile, de Renato Angiolillo (1943)
- I nostri sogni, de Vittorio Cottafavi (1943)
- In cerca di felicità, de Giacomo Gentilomo (1944)
- Il cappello da prete, de Ferdinando Maria Poggioli (1944)
- Lo sbaglio di essere vivo, de Carlo Ludovico Bragaglia (1945)
- Il canto della vita, de Carmine Gallone (1945)
- 07... tassì, de Alberto D'Aversa (1945)
- Vanità, de Giorgio Pàstina (1946)
- Voglio bene soltanto a te!, de Giuseppe Fatigati (1946)
- I due orfanelli, de Mario Mattoli (1947)
- Cronaca nera, de Giorgio Bianchi (1947)
- Vento d'Africa, de Anton Giulio Majano (1949)
- Follie per l'opera, de Mario Costa (1949)
- Miss Italia, de Duilio Coletti (1950)
- Signori, in carrozza!, de Luigi Zampa (1951)
- Messalina, de Carmine Gallone (1951)
- Gli ultimi cinque minuti, de Giuseppe Amato (1955)